# Тараклийски държавен университет
Тараклийският държавен университет „Григорий Цамблак“ е висше училище в град Тараклия, Молдова, с адрес: ул. „Мира“ № 4.
Университетът установява контакти с български висши учебни заведения и е превърнат в обединителен център за научния потенциал на двете страни, като основно си сътрудничи с Великотърновски и Русенски университет. Временно и.д. ректор на университета е д-р Мария Паслар. Всяка година 100 студенти от Тараклийския държавен университет минават езикова и педагогическа практика във ВУЗ-овете на България.

## История
Университетът е създаден на 30 март 2004 г. и официално открит на 1 октомври през същата година. На откриването му присъстват президентите на България и Молдова. През 2005 г. влиза в сила междуправителствено споразумение за подпомагане на университета, съгласно което България осигурява стипендии и издръжка за ежегоден прием на 100 студенти и докторанти.
На 13 май 2009 г. университетът се кръщава на българския духовник Григорий Цамблак.
Към университета е създадена музейна сбирка и архив, в основата на който е архивът на изследователя на Буджака Иван Анцупов.
През 2019 г. молдовският президент Игор Додон и българският президент Румен Радев приемат, че ще е добре молдовската страна да преобразува университета във филиал на българския Русенски университет.

## Структура
През 2009 г. в университета се обучават около 300 студенти, през 2010 г. около 80 % от тях са етнически българи, има също и значителен брой гагаузи. Първи ректор на университета е проф. Николай Червенков.

### Специалности
- Българска филология
- Румънска филология
- Английска филология
- История
- Музикална педагогика
- Счетоводство
- Социален работник